# Katharina Helming
Katharina Helming (* 1961) ist eine deutsche Bodenkundlerin und Hochschullehrerin an der Hochschule für nachhaltige Entwicklung Eberswalde (HNEE).

## Leben
Helming studierte Bodenkunde an der Landwirtschaftlichen Fakultät der Georg-August-Universität Göttingen. 1992 promovierte sie im Fachgebiet Wasserhaushalt und Kulturtechnik am Institut für Landschaftsbau der Technischen Universität Berlin. Helming arbeitet seit 1992 und forscht, mit Unterbrechungen, am Leibniz-Zentrum für Agrarlandschaftsforschung (ZALF) in Müncheberg.

## Werke
Die aufgelisteten Werke sind eine unvollständige Auswahl.
- Sustainability impact Assessment of land use changes, 2008.
- Soil erosion research in Europe, 2006.
- Sustainable Development of Multifunctional Landscapes, 2003.
- Die Bedeutung des Mikroreliefs für die Regentropfenerosion, 1992.